# Lega calcistica degli Emirati Arabi Uniti 1997-1998
La UAE Football League 1997-1998 è stata la 23ª edizione della massima competizione calcistica nazionale per club degli Emirati Arabi Uniti. La squadra campione in carica è l'Al Wasl.A questa edizione della massima serie prendono parte 10 squadre, col finire del campionato a laurearsi campione degli Emirati Arabi Uniti dopo aver vinto la fase finale è  per la quinta volta nella sua storia l'Al-Ain.

## Prima Fase
|  | Pos. | Squadra       | G  | V  | N  | P  | GF | GS | Pt |
|  | ---- | ------------- | -- | -- | -- | -- | -- | -- | -- |
|  | 1    | Al-Wahda      | 18 | 10 | 4  | 4  | 32 | 19 | 34 |
|  | 2    | Sharjah       | 18 | 8  | 8  | 2  | 40 | 22 | 32 |
|  | 3    | Al-Ain        | 18 | 8  | 5  | 5  | 24 | 17 | 29 |
|  | 4    | Al-Wasl       | 18 | 5  | 12 | 1  | 23 | 17 | 27 |
|  | 5    | Al-Jazira     | 18 | 7  | 4  | 7  | 20 | 22 | 25 |
|  | 6    | Al-Nasr       | 18 | 5  | 8  | 5  | 22 | 17 | 23 |
|  | 7    | Al-Shabab     | 18 | 6  | 5  | 7  | 28 | 29 | 23 |
|  | 8    | Al-Ahli Dubai | 18 | 7  | 2  | 9  | 25 | 27 | 23 |
|  | 9    | Ittihad Kalba | 18 | 3  | 8  | 7  | 12 | 29 | 17 |
|  | 10   | Baniyas       | 18 | 2  | 2  | 14 | 13 | 40 | 8  |

Legenda:

      Ammesse ai play-off scudetto

      Ammesse allo spareggio salvezza

## Playoff per il Titolo
|                                | Pos. | Squadra       | G  | V | N | P  | GF | GS | Pt |
| ------------------------------ | ---- | ------------- | -- | - | - | -- | -- | -- | -- |
| Emirati Arabi Uniti (bandiera) | 1    | Al-Ain        | 14 | 9 | 4 | 1  | 25 | 12 | 32 |
|                                | 2    | Sharjah       | 14 | 8 | 4 | 2  | 29 | 15 | 30 |
|                                | 3    | Al-Wasl       | 14 | 6 | 5 | 3  | 16 | 12 | 23 |
|                                | 4    | Al-Ahli Dubai | 14 | 5 | 3 | 6  | 21 | 22 | 18 |
|                                | 5    | Al-Wahda      | 14 | 3 | 6 | 5  | 14 | 18 | 18 |
|                                | 6    | Al-Nasr       | 14 | 4 | 5 | 5  | 15 | 14 | 17 |
|                                | 7    | Al-Shabab     | 14 | 3 | 3 | 8  | 14 | 25 | 12 |
|                                | 8    | Al-Jazira     | 14 | 2 | 2 | 10 | 15 | 31 | 8  |

Legenda:

     Campione degli Emirati Arabi Uniti ed ammessa al Campionato d'Asia per club 1999

      Ammessa alla Coppa delle Coppe dell'AFC 1998-1999

      Ammessa alla Coppa dei Campioni del Golfo 1999
Note:
Tre punti a vittoria, uno a pareggio, zero a sconfitta.
L'Al Wahda riceve due punti di bonus per aver vinto la fase iniziale,l'Al Sharjah due punti di bonus per il secondo posto nella prima fase,l'Al Ain un punto di bonus per il terzo posto nella prima fase.